# Daniel Orton
Pour les articles homonymes, voir Orton.
Daniel Orton, né le 6 aout 1990 à Oklahoma City est un joueur américain de basket-ball. Il évolue au poste de pivot.

## Biographie
Il joue une saison dans l'équipe universitaire des Wildcats de l'université du Kentucky avec lesquels il atteint les quarts de finale du tournoi NCAA en 2010. Le 9 avril 2010, il annonce son intention de prendre part à la Draft 2010 de la NBA où il est sélectionné en 29e position par le Orlando Magic. Il signe son contrat rookie le 1er juillet 2010. Le 1er décembre 2010, il n'a toujours pas participé à un match officiel et est envoyé au club des Thunderbirds d'Albuquerque en NBA Development League.
Le 4 août 2012, il retourne dans sa ville natale où le Thunder d'Oklahoma City lui propose un contrat qu'il accepte.
En février 2015, il se fait renvoyer de la PBA et reçoit une amende pour avoir critiqué le boxeur Manny Pacquiao,.

## Palmarès
- Champion de la Division Nord-Ouest en 2013 avec le Thunder d'Oklahoma City.